# Benjamin (Utah)
Benjamin – jednostka osadnicza w Stanach Zjednoczonych, w stanie Utah, w hrabstwie Utah.